# Irans utrikespolitik
Irans utrikespolitik är i vid mening den politik som Islamska republiken Iran för gentemot andra länder.

## Historik
Vid iranska revolutionen 1979 upphörde den pro-västerländska politik som shahen fört.